# Transkulturacja
Transkulturacja – proces rozszerzania się elementów jednej kultury na drugą poprzez przejęcie, zapożyczenie, czasem pod przymusem. Najczęściej dochodzi jednak do selekcji i transformacji przeniesionych wzorów.